# Венцель, Александер (1967)
Алекса́ндр Ве́нцель (словац. Alexander Vencel; 2 марта 1967, Братислава, Чехословакия) — чехословацкий и словацкий футболист, вратарь.

## Карьера

### Клубная
Александр Венцель начинал карьеру игрока в братиславском «Словане» в сезоне 1987/88. За «Слован» голкипер выступал до 1994 года с годичным перерывом, когда защищал цвета хебского «Униона». В составе братиславского клуба вратарь становился чемпионом Чехословакии и Словакии.
В 1994 году Венцель перешёл во французский «Страсбур», с которым выигрывал кубок лиги и выходил в финал кубка Франции. В 2000 году Венцель стал игроком «Гавра», где и завершил карьеру 5 лет спустя.

### Международная
Александр Венцель дебютировал в сборной Чехословакии 25 сентября 1991 года в товарищеском матче со сборной Норвегии. В 1992 году голкипер сыграл один тайм в товарищеском матче с Польшей
.
С 1994 по 1998 год выступал за сборную Словакии.

## Достижения
«Слован» (Братислава)
- Чемпион Чехословакии (1): 1991/92
- Чемпион Словакии (1): 1993/94
- Обладатель кубка Словакии (1): 1993/94
- Финалист кубка Чехословакии (1): 1989/90

«Страсбур»
- Финалист кубка Франции (1): 1995/96
- Обладатель кубка лиги (1): 1996/97

## Личная жизнь
Отец голкипера — Александер Венцель-старший также бывший вратарь, сыгравший в 1965—1977 годах 25 матчей за сборную Чехословакии. Чемпион Европы—1976.
Голкипер женат, у него трое детей (дочери Катарина и Михаэла и сын Алекс
).